# Prochiron legum
Il Prochiron legum è un'opera giuridica, ovvero un manuale delle leggi, realizzata da un privato in una regione dell’Italia meridionale, probabilmente in Calabria, ritrovata nel Codice Vaticano Greco 845. È anche noto come Prochiron Calabriae e comprende 40 o 41 titoli.
La pubblicazione dell'opera - in greco corredato della traduzione in latino - è dello storico del diritto Francesco Brandileone con Vittorio Puntoni; lo stesso Brandileone, nella prefazione al suo libro Prochiron legum, pubblicato secondo il Codice vaticano greco 845, precisa che iI primo a scoprirlo fu lo storico Bartolomeo Capasso nel 1867 in un suo studio sulla legge greca del re normanno Ruggero II, contenuta nel codice medesimo e "pubblicata nel 1150 a Bisignano in nella Valle del Crati".
L'opera è stata redatta tra la fine del X secolo e la fine del XII secolo, non da un ecclesiastico, che abitava ad una certa distanza dal mare ed in un'epoca in cui i viaggi a Gerusalemme erano frequenti e probabilmente in ambito scolastico. Taluni riconoscono due diverse redazioni scritte in periodi storici differenti, prima e dopo la conquista normanna.
Risulta elaborato sulla base dell’Ecloga dell'imperatore Leone III l’Isaurico (redatta tra il 726 ed il 741 d.C.), della legislazione di Basilio il Macedone (redatta tra il 867-886) e di altre epitomi e raccolte del diritto bizantino, come la compilazione in 60 Libri di leggi imperiali, promulgati da Leone VI il Saggio (886-912) e contenenti, opportunamente riformate, le fonti di diritto giustinianeo e quelle successive.
Tali testi, tuttavia, non sono riprodotti letteralmente ma esemplificati, volgarizzati e armonizzati col diritto consuetudinario locale, in modo da renderli adatti alle particolari contingenze giuridiche della regione cui dovevano servire.

## Edizioni
- (GRC) Francesco Brandileone e Vittorio Puntoni (a cura di), Prochiron Legum pubblicato secondo il cod. Vat. gr. 845, Roma, Forzani e C. tipografi del Senato, 1895.